# Saut à la perche féminin aux championnats du monde d'athlétisme 2005
Navigation
Paris 2003 Osaka 2007
L'épreuve de saut à la perche féminin des championnats du monde d'athlétisme de 2005 s'est déroulée les 7 et 12 août 2005 dans le Stade olympique d'Helsinki (Finlande), remportée par la Russe Yelena Isinbayeva (photo), médaille de bronze deux années auparavant sans les mêmes concurrentes qu'alors ; la Polonaise Monika Pyrek se classe médaille d'argent après l'avoir été de bronze quatre années plus tôt.

## Résultats

### Finale
| Rang               | Athlète            | Pays       | Essais | Essais | Essais | Essais | Essais | Essais | Essais | Essais | Marque | Notes |
| Rang               | Athlète            | Pays       | 4.00m  | 4.20m  | 4.35m  | 4.50m  | 4.60m  | 4.70m  | 4.75m  | 5.01m  | Marque | Notes |
| ------------------ | ------------------ | ---------- | ------ | ------ | ------ | ------ | ------ | ------ | ------ | ------ | ------ | ----- |
| Médaille d'or      | Yelena Isinbayeva  | Russie     | -      | -      | -      | o      | o      | o      | -      | xo     | 5.01 m | WR    |
| Médaille d'argent  | Monika Pyrek       | Pologne    | -      | o      | o      | xo     | o      | xx-    | x      |        | 4.60 m |       |
| Médaille de bronze | Pavla Hamáčková    | Tchéquie   | -      | xo     | o      | o      | xxx    |        |        |        | 4.50 m |       |
| 4                  | Tatyana Polnova    | Russie     | -      | o      | o      | xxo    | xxx    |        |        |        | 4.50 m | SB    |
| 5                  | Gao Shuying        | Chine      | xo     | o      | xo     | xxo    | xxx    |        |        |        | 4.50 m | SB    |
| 6                  | Dana Ellis         | Canada     | -      | o      | o      | xxx    |        |        |        |        | 4.35 m |       |
| 6                  | Anna Rogowska      | Pologne    | -      | -      | o      | xxx    |        |        |        |        | 4.35 m |       |
| 8                  | Vanessa Boslak     | France     | -      | xo     | xo     | xxx    |        |        |        |        | 4.35 m |       |
| 9                  | Naroa Agirre       | Espagne    | o      | o      | xxo    | xxx    |        |        |        |        | 4.35 m |       |
| 10                 | Caroline Hingst    | Allemagne  | xo     | o      | xxo    | xxx    |        |        |        |        | 4.35 m |       |
| 11                 | Jillian Schwartz   | États-Unis | -      | xo     | xxx    |        |        |        |        |        | 4.20 m |       |
| 12                 | Tatiana Grigorieva | Australie  | o      | xxx    |        |        |        |        |        |        | 4.00 m |       |
| —                  | Tracy O'Hara       | États-Unis | -      | xxx    |        |        |        |        |        |        | NM     |       |

### Légende
Records et Performances
- AR : Record continental (area record)
- CR : Record des championnats (championship record)
- MR : Record du meeting (meet record)
- NR : Record national (national record)
- OR : Record olympique (olympic record)
- PR : Record paralympique (paralympic record)
- PB : Record personnel (personal best)
- SB : Meilleure performance personnelle de la saison (season's best)
- WL : Meilleure performance mondiale de l'année (world leader)
- WJR : Record du monde junior (world junior record)
- WR : Record du monde (world record)

Circonstances et Conditions
- DNF : N'a pas terminé (did not finish)
- DNS : N'a pas pris le départ (did not start)
- DQ : Disqualification (disqualification)
- NM : Aucun essai valable enregistré (No Mark)
- Q : Qualifié « directement » au prochain tour (ou à la prochaine compétition), lors d'une compétition majeure, grâce au classement ou à la réalisation des minima (automatic qualifier)
- q : Qualifié au prochain tour (ou à la prochaine compétition), lors d'une compétition majeure, grâce au repêchage ou à la réalisation de l'une des meilleures performances parmi celles des « non qualifiés directement » (grâce au meilleur temps ou à la meilleure distance par exemple) (secondary qualifier)